# Сюй Сінь
Сюй Сінь (кит.: 许昕, нар. 8 січня 1990) — китайський настільний тенісист, олімпійський чемпіон 2016 року.

## Виступи на Олімпіадах
| Олімпіада           | Дисципліна       | Місце |
| ------------------- | ---------------- | ----- |
| Ріо-де-Жанейро 2016 | командний розряд | 1     |

## Зовнішні посилання
- Сюй Сінь — олімпійська статистика на сайті Sports-Reference.com (англ.) (архівна версія)